# Three Coins in the Fountain
Three Coins in the Fountain ist ein Lied, das im Jahr 1953 von Jule Styne komponiert wurde. Der Text stammt von Sammy Cahn. Das Lied wurde im Film  Drei Münzen im Brunnen als Filmsong verwendet. Zuerst gab es nur eine Demoaufnahme von einer Schallplatte mit Frank Sinatra, der auch im Film das Lied singt (gleich am Anfang des Films singt er das Lied, aber er wird im Abspann des Films nicht namentlich genannt). Der Titel wird 1954, für die musikalische Vermarktung, letztlich mit der Gruppe The Four Aces und dem Jack Pleis Orchestra produziert und veröffentlicht. Bei der Oscarverleihung 1955 gewann das Lied den Oscar in der Kategorie Bester Song.
Eine Aufnahme von Frank Sinatra erreichte Platz eins der UK Charts. Eine Version von 1954 der „The Four Aces“ erreichte Platz #1 der US-Musikcharts, sowie in UK #5.
Das Lied wurde vielfach gecovert, unter anderem von Al Martino, Roy Black und Connie Francis. Tom Lord listet 33 Coverversionen des Titels u. a. von Tommy Dorsey, Ray Anthony, Harry James, Wingy Manone, Géo Daly, Henri Segers, Vince Guaraldi, Oscar Alemán, Jonah Jones, Earl Bostic, Ted Heath, Neal Hefti, Louie Bellson, Dinah Washington, Ray Bryant, Lionel Hampton, Henry Mancini und Buddy Collette.